# Jörg von Döllen
Jörg von Döllen (* 21. März 1982) ist ein ehemaliger deutscher Basketballspieler.

## Laufbahn
Von Döllen spielte beim SC Rasta Vechta, dann beim TSV Quakenbrück, den er 2002 zum Bundesligisten EWE Baskets Oldenburg verließ. Er kam meist dank eines Zweitspielrechts beim Regionalligisten Oldenburger TB zum Einsatz, während der Saison 2002/03 wirkte er in drei Bundesliga-Spielen mit.
2005 verließ der 2,04 Meter große Flügelspieler Oldenburg und schloss sich mit der BG Rotenburg/Scheeßel einem anderen Regionalliga-Verein an. In der Saison 2006/07 war von Döllen wieder Spieler des SC Rasta Vechta in der 2. Regionalliga, 2007 wechselte er innerhalb der Spielklasse zum TSV Lesum-Burgdamm. Später spielte er für die Mannschaft in der Oberliga.